# وحي (رواية)
وحي، رواية صدرت في 2018 عن دار الساقي، للكاتب حبيب عبد الرب سروري، بروفيسور في علوم الكمبيوتر وروائي يمني، وُلد  في 15 أغسطس 1956 بحي الشيخ عثمان بمدينة عدن، حازت الرواية على جائزة كتارا للرواية العربية عن فئة الروايات المنشورة 2019.

## ملخص الرواية
رواية وحي هي رواية فلسفية تحليلية للكاتب اليمني حبيب عبد الرب سروري، صدرت عام 2018 وفازت بجائزة كتارا للرواية العربية عام 2019. تتناول الرواية قصة غسان العثماني، كاتب يمني مقيم في فرنسا، يتلقى رسائل غامضة من شخص يدعي وحي، يدفعه إلى استرجاع ذكرياته القديمة والتفكير في علاقته بالإيمان والعلم والتاريخ والوطن. تسافر الرواية بين اليمن وإيطاليا وجزر غالاباغوس، وتطرح أسئلة ملحة عن الثنائية بين الدين والعلم ودور الوحي في حياة الإنسان. تعتمد الرواية على الحوار والتحليل والرمزية، وتنتقد الواقع العربي واليمني المتردي، وتبحث عن مخارج للتنوير والتطور.

## جوائز
توجت الرواية بجائزة كتارا للرواية العربية في فئة "الروايات المنشورة" 2019.